# Kurt Helmudt
Kurt Helmudt (ur. 7 grudnia 1943 w Kopenhadze, zm. 7 września 2018) – duński wioślarz, złoty medalista olimpijski.
Wystąpił na igrzyskach olimpijskich w Tokio w 1964, gdzie reprezentacja Danii w składzie: John Ørsted Hansen, Erik Petersen, Kurt Helmudt i Bjørn Hasløv zdobyła złoty medal w czwórkach bez sternika. W finale o 1,17 sekundy wyprzedzili osadę Wielkiej Brytanii, a o 2,07 sekundy pokonali osadę USA. Był to jego jedyny start olimpijski.
W tym samym roku, w tym samym składzie i tej samej konkurencji Duńczycy zdobyli srebrny medal mistrzostw Europy w Amsterdamie.
Ponadto w czwórce bez sternika zdobył też brązowy medali na mistrzostwach świata w St. Catharines (1970).
Po zakończeniu kariery pracował jako inżynier w stoczni Burmeister & Wain.